# Patricia Martínez (futbolista)
Patricia Martínez Augusto (nacida en Ponferrada, Castilla y León el 15 de marzo de 1990) es una futbolista profesional española. Juega en la posición de delantera en la ASPTT Albi de la D1 Fémenine francesa. Es la máxima goleadora histórica de la selección española sub-19 femenina.

## Clubes
| Club               | Temporada                | Liga     | Liga  | Copa     | Copa  | Total    | Total |
| Club               | Temporada                | Partidos | Goles | Partidos | Goles | Partidos | Goles |
| ------------------ | ------------------------ | -------- | ----- | -------- | ----- | -------- | ----- |
| FC Barcelona "B"   | 2005-06 Primera Nacional | ?        | ?     | -        | -     | ?        | ?     |
| Oviedo Moderno CF  | Superliga 2006-07        | 26       | 12    | -        | -     | 26       | 12    |
| Oviedo Moderno CF  | Superliga 2007-08        | 18       | 4     | -        | -     | 18       | 4     |
| FC Barcelona       | Superliga 2008-09        | 11       | 2     | 0        | 0     | 11       | 2     |
| FC Barcelona       | Superliga 2009-10        | ?        | ?     | 0        | 0     | ?        | ?     |
| FC Barcelona       | Superliga 2010-11        | ?        | ?     | 0        | 0     | ?        | ?     |
| CD Ponferrada      | Segunda División 2011-12 | 16       | 7     | -        | -     | 16       | 7     |
| CD Ponferrada      | Segunda División 2012-13 | 25       | 6     | -        | -     | 25       | 6     |
| CD Ponferrada      | Segunda División 2013-14 | 25       | 18    | -        | -     | 25       | 18    |
| Sporting de Huelva | Primera División 2014-15 | 11       | 4     |          |       | 11       | 4     |
| ASPTT Albi         | D1 Féminine 2014–15      | 6        | 1     | 0        | 0     | 6        | 1     |
| ASPTT Albi         | D1 Féminine 2015–16      | 18       | 5     | 0        | 0     | 18       | 5     |
| ASPTT Albi         | D1 Féminine 2016–17      | 6        | 0     | 2        | 3     | 8        | 3     |

## Selección nacional
| Equipo        | Años | Partidos | Goles |
| ------------- | ---- | -------- | ----- |
| España sub-19 | 2007 | 11       | 17    |
| España sub-19 | 2008 | 8        | 7     |